# Osborne Vixen

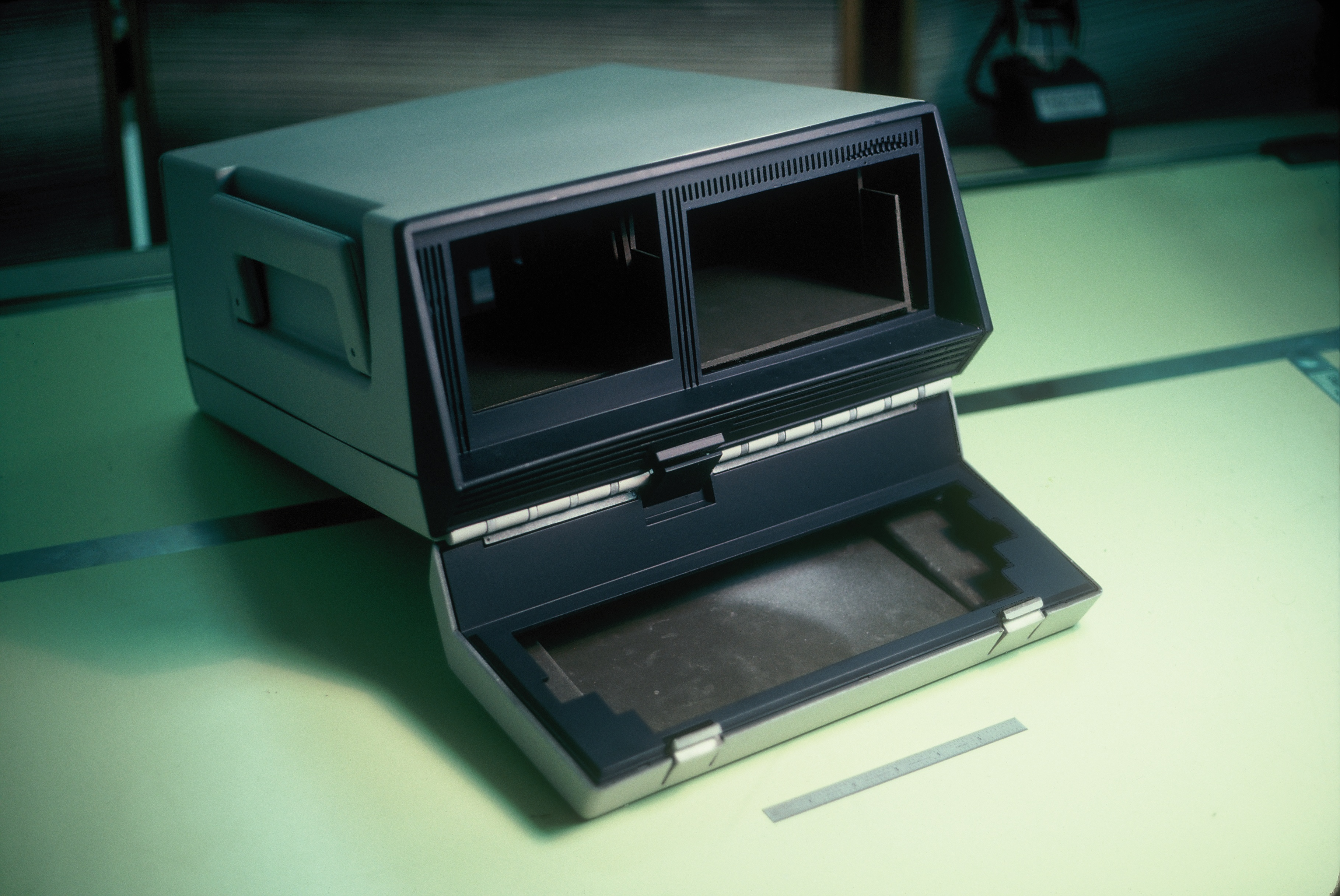
Osborne Vixenの筐体

Osborne Vixen（オズボーン・ビクセン）は、1984年11月にオズボーン・コンピュータが発表した、「持ち運び可能な」ポータブルコンピュータである。Osborne 1とOsborne Executiveに次ぐ同社の3台目のコンピュータだった。
4 MHzのZ80マイクロプロセッサと64 KBのDRAMを搭載していた。7インチのアンバーディスプレイを搭載し、80桁×24行のメモリマップされたビデオを表示することができた。400 KBディスクドライブ2台を搭載し、5.25インチ両面倍密度(2D)フロッピーディスクが使用可能だった。重さは18ポンド（約8キログラム）で、"luggable"（「portableほどではないが、持ち運べる」の意味）を謳っていた。寸法は125⁄8×161⁄4×61⁄4インチ（321×413×159ミリメートル）で、広告では「飛行機の座席の下に収まる」と主張していた。
発売当時の小売価格は1,298ドルだった。また、10メガバイトのハードディスクを1,498ドルで購入するオプションもあった。
インストールされたオペレーティングシステム(OS)はCP/Mバージョン2.2だった。また、次のような多くのソフトウェアパッケージがバンドルされていた。
| ソフト名    | バージョン | 発売元         | 種別                   |
| ----------- | ---------- | -------------- | ---------------------- |
| WordStar    | 3.3        | マイクロプロ   | ワープロ               |
| SuperCalc   | 2          | Sorcim         | 表計算                 |
| MBASIC      |            | マイクロソフト | プログラミング言語     |
| Osboard     |            |                | 描画                   |
| TurnKey     |            |                | システムユーティリティ |
| MediaMaster |            |                | データ交換             |
| Desolation  |            |                | ゲーム                 |

VixenはOsborne 4とも呼ばれた。オズボーン社の倒産後に開発され、リリースされた。なお、同社はそれ以前にもVixenというシステムを開発していたが、これはリリースされていない。
CP/Mが動くVixenは、そのリリースの時点で、それ以前のMS-DOSとIBM PC互換機の登場によって既に陳腐化していた。IBM PCと完全に互換性のある製品を設計・販売しようと最後の土壇場の努力により3つのプロトタイプが作られたが、会社を再度の倒産から救うには遅すぎた。